# Sayid Abdel Rahman al-Mahdi
 (octobre 2022).
Si vous disposez d'ouvrages ou d'articles de référence ou si vous connaissez des sites web de qualité traitant du thème abordé ici, merci de compléter l'article en donnant les références utiles à sa vérifiabilité et en les liant à la section « Notes et références ».
Sayyid Abd al-Rahman al-Mahdi (en arabe : عبد الرحمن المهدي ; juin 1885 - 24 mars 1959) était l'une des principales personnalités religieuses et politiques de l'époque coloniale au Soudan anglo-égyptien (1898–1955), et a continué exercer une grande autorité en tant que chef des néo-mahdistes après l'indépendance du Soudan. Les Britanniques ont tenté d'exploiter son influence sur le peuple soudanais tout en se méfiant profondément de ses motivations. Pendant la majeure partie de l'ère coloniale du Soudan anglo-égyptien, les Britanniques considéraient Sayyid Abd al-Rahman al-Mahdi comme un chef modéré des mahdistes.

## Biographie
Abd al-Rahman était le fils posthume de Muhammad Ahmad bin Abd Allah, qui s'était proclamé Mahdi ou rédempteur de la foi islamique en 1881, et mourut en 1885 quelques mois après que ses forces eurent capturé Khartoum. Une force conjointe britannique et égyptienne a repris le Soudan en 1898. Au début, les Britanniques ont sévèrement restreint les mouvements et les activités d'Abd al-Rahman. Cependant, il est rapidement devenu l'imam (chef) de la secte religieuse Ansar, partisans du mouvement mahdiste.
Dans les années 1930, Abd al-Rahman s'est prononcé contre un traité entre l'Égypte et la Grande-Bretagne qui reconnaissait les revendications égyptiennes de souveraineté au Soudan, bien qu'aucun Soudanais n'ait été consulté. Il s'est rendu à Londres pour plaider sa cause. Ses partisans d'Ansar sont devenus une faction influente au Congrès général créé en 1938 et dans le Conseil consultatif successeur créé en 1944. Abd al-Rahman était le patron du parti politique nationaliste Ummah (Nation) dans la période précédant et juste après la création du Soudan. indépendant en 1956. En 1958, le parti Umma a remporté le plus de sièges lors des premières élections législatives après l'indépendance. En novembre 1958, l'armée a organisé un coup d'État, qu'Abd al-Rahman a soutenu. Il est décédé le 24 mars 1959, à l'âge de 73 ans.